# Camino Natural Vía Verde de Lucainena de las Torres a Agua Amarga

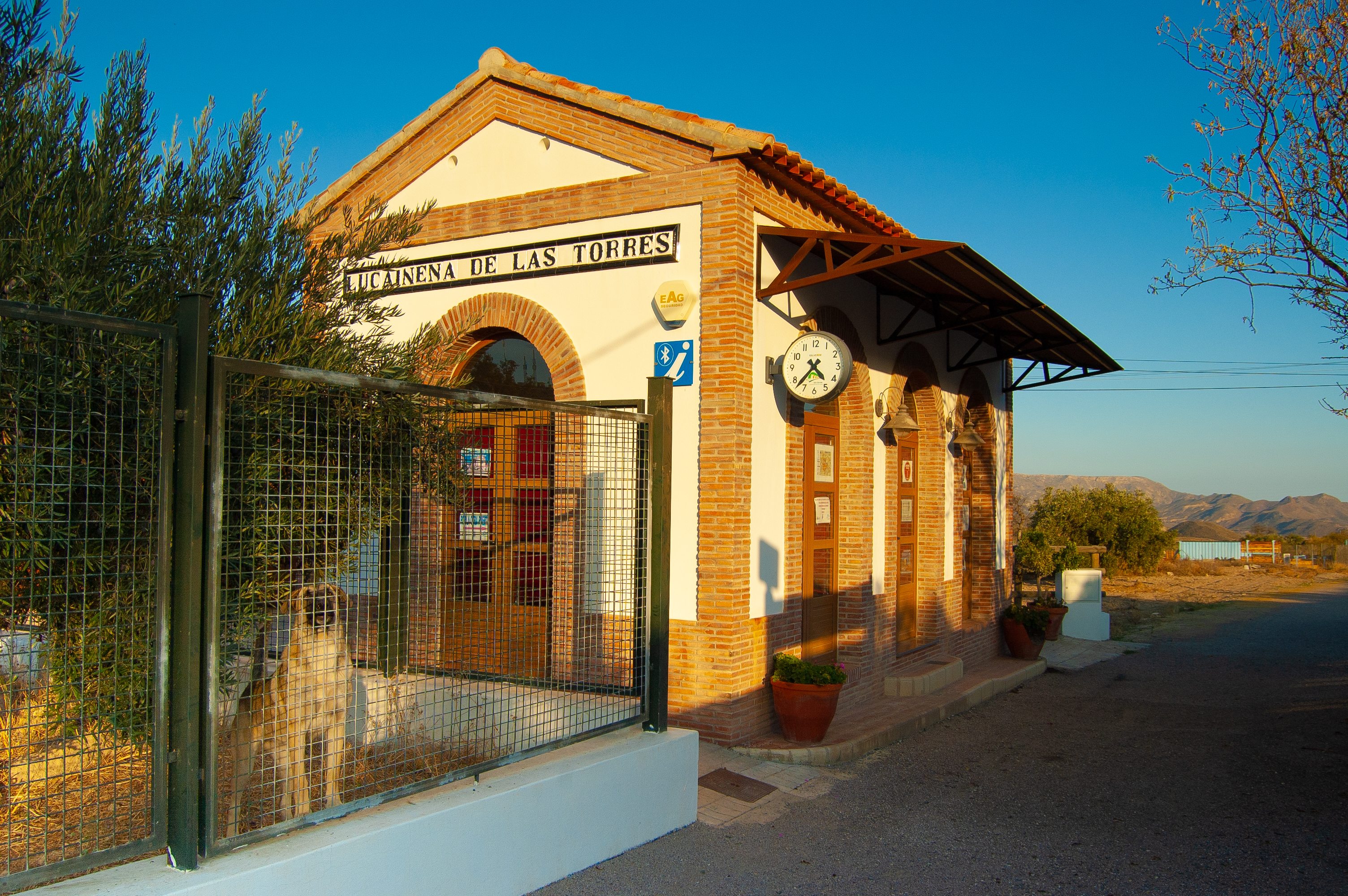
Estación de Lucainena de las Torres

El Camino Natural Vía Verde de Lucainena de las Torres a Agua Amarga es una vía verde perteneciente a la Red de Caminos Naturales de España.

## Encabezado
El Camino Natural Vía Verde de Lucainena de las Torres a Agua Amarga es un itinerario perteneciente a la Red de Caminos Naturales de España, proyecto desarrollado por el Ministerio de Agricultura, Pesca y Alimentación, que se encarga de la recuperación de antiguas infraestructuras relacionadas con el transporte y la comunicación, que actualmente se encuentran en desuso o en estado de abandono, para su uso senderista y ciclista.
Este Camino surge con el reacondicionamiento del trazado de la antigua línea de ferrocarril Lucainena-Agua Amarga, que unía las minas de la Sierra Alhamilla con la ensenada de Agua Amarga.

## Localización

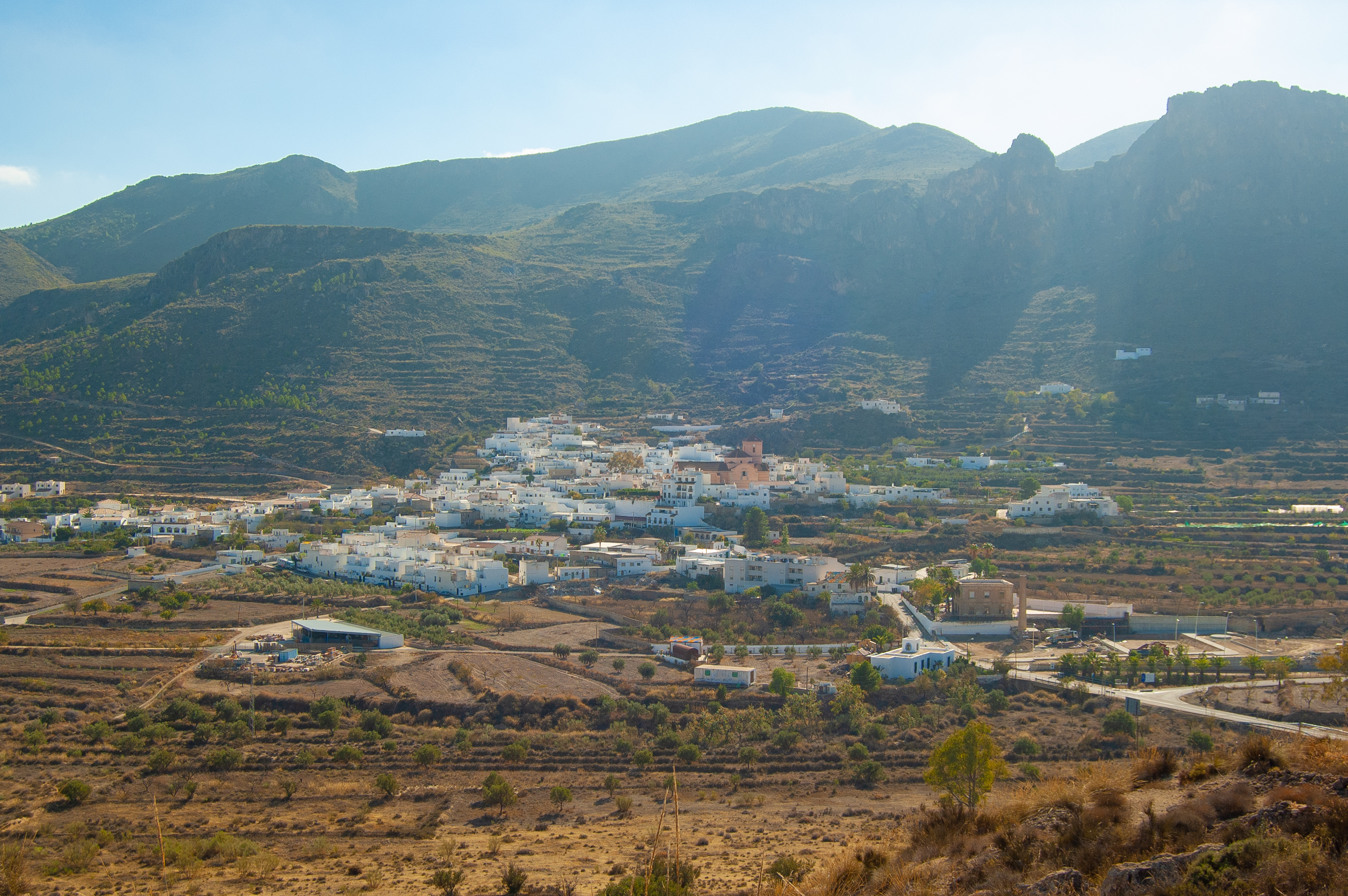
Vista de Lucainena de las Torres

Este itinerario atraviesa parte de la provincia de Almería, concretamente la Comarca de Los Filabres-Tabernas (Lucainena de las Torres) y la Comarca Metropolitana de Almería (Venta del Pobre, Níjar).
El recorrido, actualmente, cuenta con 15 kilómetros habilitados, los cuáles se aglutinan en un único tramo, que a su vez puede dividirse en tres sectores, de 5 kilómetros cada uno: entre Lucainena y El Saltador; entre El Saltador y el Puente del Molinillo; y entre el Puente del Molinillo y la Venta del Pobre.

## Historia
El ferrocarril Lucainena-Agua Amarga fue un ferrocarril de vía estrecha, construido a finales del siglo XIX, destinado al transporte de minerales desde las minas de la Sierra Alhamilla hacia el mar Mediterráneo.

### Orígenes
En la última década del siglo XIX la Sierra de la Alhamilla se consolidó como una importante zona minera, contando con diferentes explotaciones, las cuales estaban dedicadas principalmente a la extracción de hierro y otros metales.

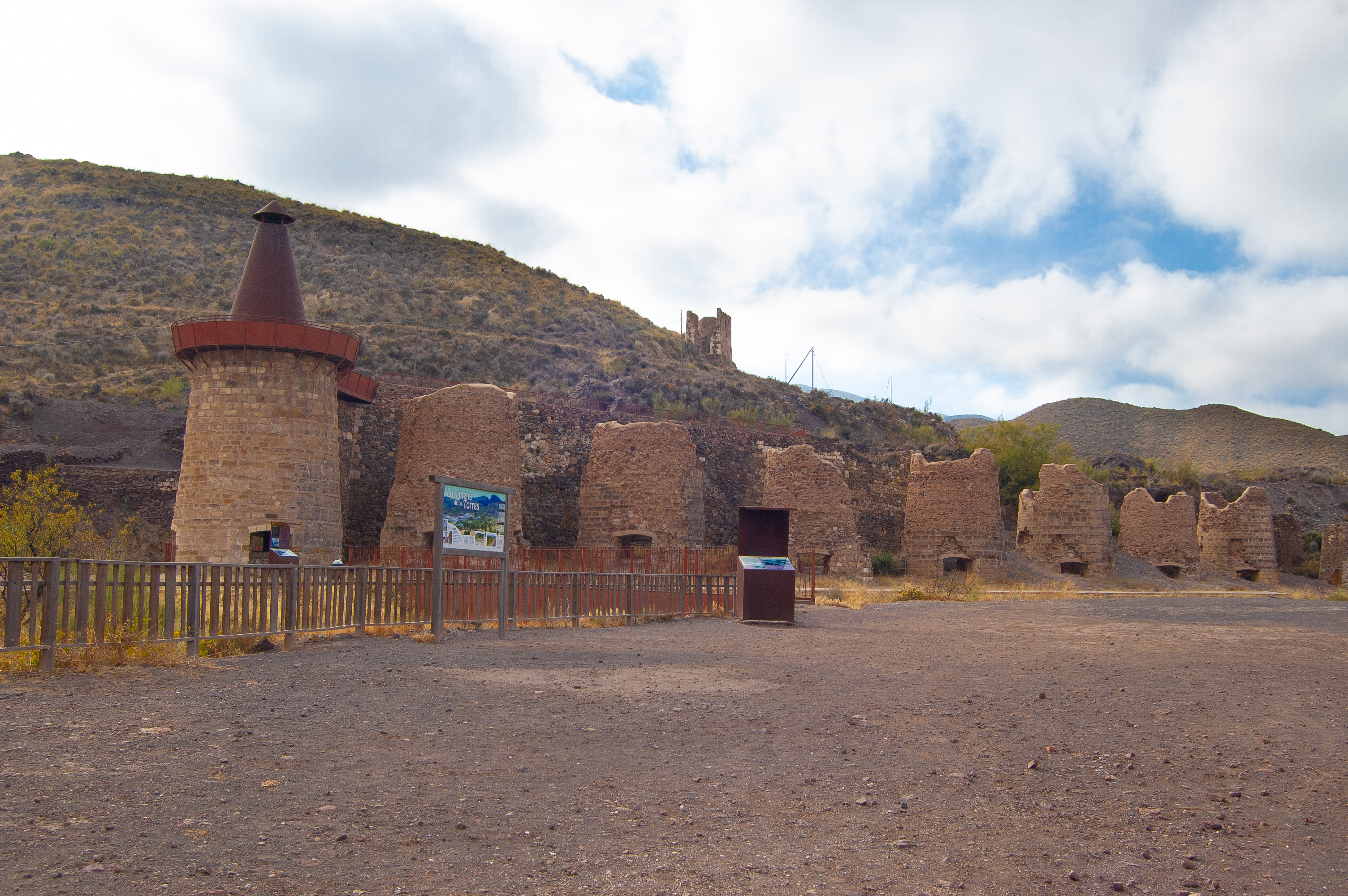
Hornos de calcinación de Lucainena de las Torres

Durante esta época, el transporte del material extraído se realizaba mediante tracción animal, pero la llegada de nuevos avances que darían lugar a la minería moderna, plasmaron la necesidad de un transporte más eficiente de dichos materiales.
El aumento de la actividad minera en la zona, impulsó a la Compañía Minera Sierra Alhamilla (CMSA) a construir un ferrocarril propio. Éste pretendía dar salida a los productos férricos, partiendo desde los hornos de calcinación de Lucainena de las Torres hacia la costa de Agua Amarga, para posteriormente dirigirse por transporte marítimo hacia los Altos Hornos de Vizcaya.
La construcción del ferrocarril se inicia en el año 1894, estando las obras a cargo del ingeniero Cayetano Fuentes. El trazado comenzaba en la base de las minas, en la ladera norte de la Sierra, y finalizaba en la ensenada de Agua Amarga, ubicada a unos 36 kilómetros.
El ferrocarril Lucainena-Agua Amarga fue inaugurado en el año 1896, obteniendo excelentes rendimientos. Una situación de bonanza que se sólo se vio interrumpida con el fin de la Primera Guerra Mundial.

### Crisis
Tras el fin de la Primera Guerra Mundial, los países europeos, entre ellos España, se vieron sumidos en una crisis siderúrgica que afectó gravemente, en especial a la extracción del hierro.
Durante 1919 y 1920, las minas de la Sierra Alhamilla se encontraban repletas de materiales que nadie parecía querer comprar. A esta situación precaria se le sumaron: la injerencia en el mercado de los minerales extraídos en el norte de África, la imposición de mejoras salariales, y la falta de mano de obra debido a fuertes movimientos migratorios en la provincia de Almería.
A pesar del gran impacto de esta crisis siderúrgica en la zona, las minas de la Sierra Alhamilla continuaron con una producción esporádica y poco constante, hasta el estallido de la Guerra Civil Española.

### Clausura
Con el fin de la Guerra Civil, el ferrocarril Lucainena-Agua Amarga experimentó una intensa reforma, con el objetivo de mejorar la calidad y rendimiento de la explotación. Pero, tras la finalización de las mismas, se descubre que los filones de hierro y plomo estaban agotados.
Por ello, en 1942, cesa definitivamente la actividad en las minas de Sierra Alhamilla y se clausura y desmantela la línea de ferrocarril.

## Descripción por tramos

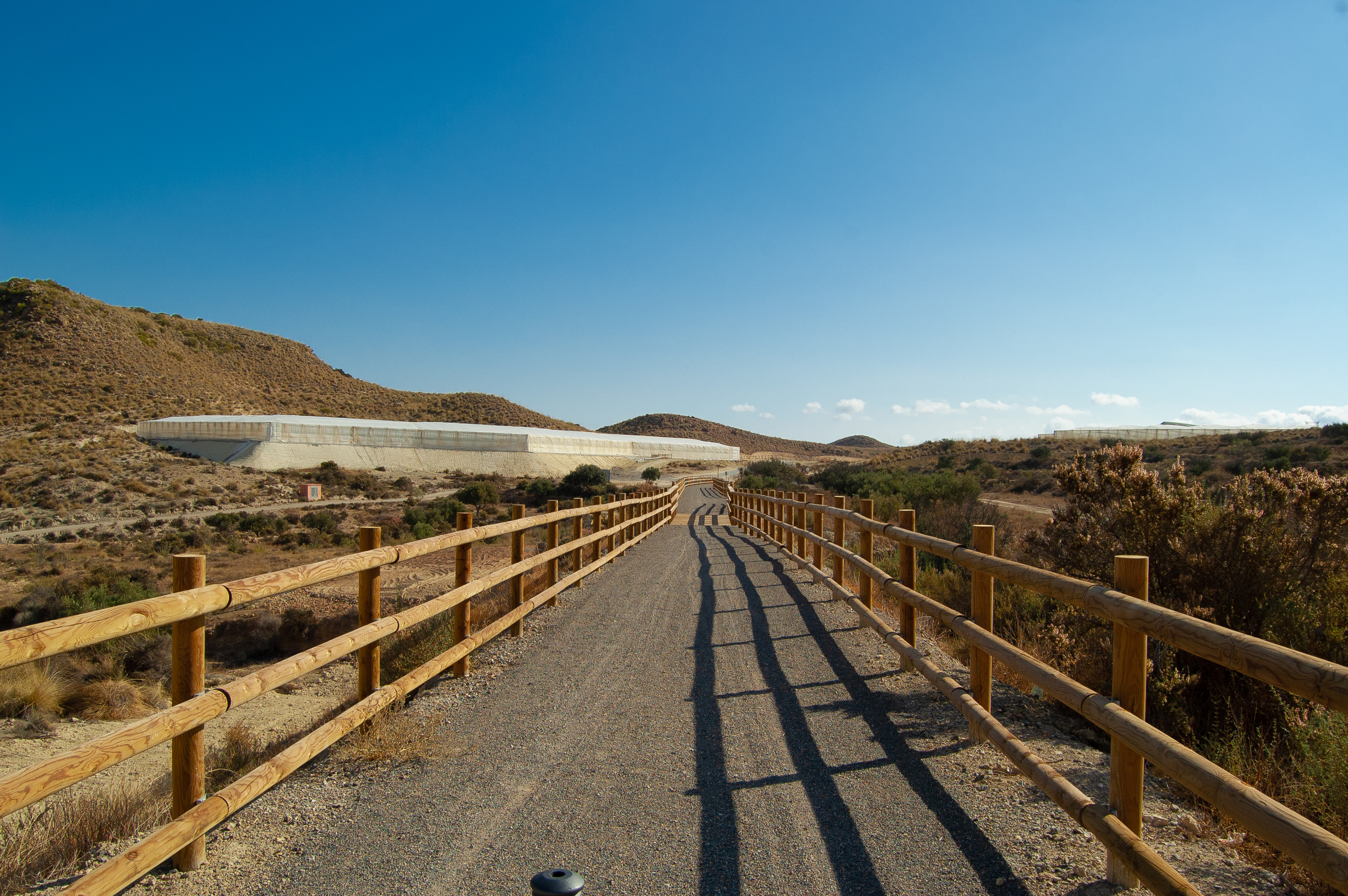
Tramo del Camino Natural de Lucainena de las Torres a Agua Amarga

Este itinerario se compone de un único tramo, de algo más de 15 kilómetros, que parte desde la antigua estación de Lucainena de las Torres y finaliza en la Venta del Pobre, localidad ubicada en el municipio de Níjar.
A lo largo del recorrido, el itinerario atraviesa un paisaje serrano caracterizado por la imponente presencia de la Sierra. Un entorno escarpado que se va suavizando para dar paso a olivares y cultivos de hortalizas, ubicados en las inmediaciones de Venta del Pobre.

### Tramos próximos
Aunque no se ha planteado ningún proyecto se pretende extender este itinerario hasta llegar a la localidad de Agua Amarga, siguiendo así el trazado de la antigua línea de ferrocarril.<!-